# Erepsia polypetala
Erepsia polypetala är en isörtsväxtart som först beskrevs av Alwin Berger och Schlechter, och fick sitt nu gällande namn av L. Bol. Erepsia polypetala ingår i släktet Erepsia och familjen isörtsväxter. Inga underarter finns listade i Catalogue of Life.